# Jennifer Isler
Jennifer J. Isler (ur. 1 grudnia 1963 w La Jolla) – amerykańska żeglarka sportowa. Dwukrotna medalistka olimpijska.
Brała udział także w dwóch igrzyskach (IO 92, IO 00), na obu zdobywała medale. Zajęła trzecie miejsce w 1992 w klasie 470, a partnerowała jej Pamela Healy. W 1991 zostały mistrzyniami świata. Osiem lat później w tej samej konkurencji zajęła drugie miejsce, płynąc tym razem z Sarah Glaser.